# Вербовый (Западно-Казахстанская область)
Вербовый (каз. Вербовый) — упразднённый населённый пункт в Теректинском районе Западно-Казахстанской области Казахстана. Входил в состав Фёдоровского сельского округа. Ликвидирован в 2000-е.

## Население
В 1999 году население составляло 14 человек (6 мужчин и 8 женщин).